# 버그 홀
버그 홀(Bug Hall, 1985년 2월 4일 ~ )은 미국의 배우이다.

## 출연 작품
- The Shadow People (2017)
- 할리 앤드 더 데이빗슨스 (2016)
- 로스트 아이덴티티 (2015)
- 더 데드리스트 건 (2015)
- 바디 하이 (2015)
- 더 프라디글 (2014)
- 더 롱 런 (2014)
- 아틀라스 슈러그드: 파트 2 (2012)
- 포트리스 (2011)
- 지구가 멈추는 날 2012 (2008)
- 캐머플라즈 (2009)
- 아메리칸 파이 7 - 사랑의 금서 (2009)
- 시체들의 습격 (2005)
- 풋스텝 (2003)
- 소녀 탐정 렉시 (2002)
- 러브 셀레모니 (2000)
- 멜 (1998)
- 아빠가 줄었어요 (1997)
- 헤라클레스 (1997)
- 스투피드 (1996)
- 빅 그린 (1995)
- 꾸러기 클럽 (1994)